# Hennepfamilie
De hennepfamilie (Cannabaceae, in het verleden ook wel in de spelling Cannabinaceae of Cannabidaceae) is een familie van bedektzadigen.
In de moderne omschrijving (APG II-systeem, 2003) omvat de familie veel meer soorten dan voorheen: zowel kruidachtigen als bomen. De familie komt wereldwijd buiten de arctische streken voor.
In Nederland is de familie vertegenwoordigd met twee geslachten (Cannabis en Humulus):
- Cannabis hennep
  - Cannabis sativa
  - Cannabis indica
  - Cannabis ruderalis
- Humulus
  - Hop (Humulus lupulus)

Deze soorten zijn van grote economische betekenis. Hennep is van belang als kruid (zie marihuana) en voor de vezel. Hop is een belangrijk bestanddeel in de bereiding van bier.
De hennepfamilie kent buiten Nederland nog een aantal geslachten (die voorheen tot de familie Ulmaceae hoorden) zoals Celtis, geslacht Netelboom, zie de soorten:
- Europese netelboom (Celtis australis)
- Zwepenboom (Celtis occidentalis)

Ook de plaatsing is tegenwoordig anders. In het Cronquist-systeem (1981) werd de familie in de orde Urticales geplaatst. In het APG II-systeem is die orde opgeheven en zijn alle leden ingevoegd bij de orde Rosales.